# Vesania
I Vesania (il nome è un termine latino che significa "insania, pazzia") sono un gruppo symphonic black metal polacco, nato nel 1997 a Legionowo dall'unione di Tomasz "Orion" Wróblewski (voce e chitarra) dei Behemoth, gruppo al quale si rifanno musicalmente, e Darek "Daray" Brzozowski (batteria) dei Vader. La line-up è completata dal tastierista Siegmar e dal bassista Heinrich.

## Formazione

### Formazione attuale
- Tomasz "Orion" Wróblewski – chitarra, voce
- Marcin "Valeo" Walenczykowski – chitarra (session)
- Filip "Heinrich" Hałucha – basso
- Krzysztof "Siegmar" Oloś – tastiere
- Darek "Daray" Brzozowski – batteria

### Ex componenti
- Hatrah - tastiere (1998-1999)
- Filip "Annahvahr" Żołyński - chitarra, voce (1998-2003)

## Discografia

### Album in studio
- 2003 - Firefrost Arcanum
- 2005 - God The Lux
- 2007 - Distractive Killusions
- 2014 - Deus ex Machina

### Demo
- 1998 - Reh
- 1999 - CD Promo 1999

### Split album
- 2002 - Wrath ov the Gods / Moonastray con i Black Altar